# Lieutenant Colonel Errahmani (F501)

Le Lieutenant Colonel Errahmani est une corvette de la Marine royale marocaine de Classe Descubierta construite en Espagne. C'est une corvette lance-missiles équipant l'Armada espagnole.

## Conception
Le Lieutenant-colonel Errahmani est un navire de conception espagnole, qui a été construit à partir du dépôt technologique laissé à Bazán (aujourd'hui Navantia) et à la construction des corvettes de conception allemande de la classe João Coutinho pour la marine portugaise. Sa quille a été posée le 23 mars 1979, et le navire a été mis à l'eau le 26 février 1982. Une fois les travaux terminés, les travaux ont été confiés à la marine royale marocaine le 28 mars 1983.

## Histoire
Il a participé à de multiples exercices conjoints avec les marines espagnole, américaine et autres marines de pays de l'OTAN dans les zones de l'Atlantique et de la Méditerranée. En 1996, il a été modernisé en Espagne et en 1998, le radar de recherche aérienne a été supprimé. C'était le vaisseau amiral de la marine marocaine depuis son entrée en service, jusqu'à l'incorporation des deux frégates de la classe Floréal, baptisées Mohamed V et Hassan II mises en service en 2002 et 2003 respectivement. 
En octobre 2017, il est entré dans les chantiers Navantia de Cartagène pour effectuer d'importants travaux de révision et de maintenance.

### Note et référence
- (es) Cet article est partiellement ou en totalité issu de l’article de Wikipédia en espagnol intitulé « Teniente Coronel Errahmani (F-501) » (voir la liste des auteurs).